# Juliette Culp
Juliette Emilie Fedora Medea Culp (geboren 31. August 1885 in Groningen; gestorben 1974) war eine niederländische Pianistin, Komponistin und Soubrette.

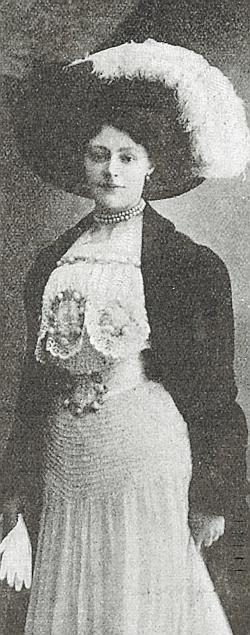
Juliette Culp

## Leben
Juliette Culp wurde am 31. August 1885 in Groningen geboren. Ihr Vater war der Schauspieler, Musiker und Kostümbildner Adam (Herman) Culp (1846–1913) und ihre Mutter die Schauspielerin Geertruida Elisabeth Stoete (1855–?). Sie stammte aus einer jüdischen Sänger- und Musikerfamilie. Ihr Vater und ihre Onkel beschäftigten sich mit Musik, ihre Mutter und ihr Großvater standen auf der Bühne, ihr älterer Bruder Sichard (1875–?) war Soloviolinist und Dirigent und ihre Schwester Margaretha Mathilda (1876–?) fungierte als Gedankenleserin. Sie war die Nichte von Cato (Simons) Culp, Julia Culp, Betsy Dornay-Culp und Beppie Rijkens-Culp.
Bereits in jungen Jahren stand Juliette Culp auf der Bühne. Sie spielte als Siebenjährige im Concerthuis in Groningen eine Rolle in einem Drama, und im Alter von acht Jahren reiste sie mit ihren Eltern, ihrem Bruder und der Familie von Onkel Robert nach Amerika, um dort aufzutreten. Ein Jahr lang gaben sie erfolgreiche Auftritte mit einem Programm aus verschiedenen Musiknummern, Kompositionen und kleinen Theaterstücken. Nachdem sie zurück in den Niederlanden waren, machte Juliette Culp Eindruck, als sie bei einem privaten Auftritt am 1. Mai 1895 ein Lied zu einer bekannten Melodie und mit Texten ihres Vaters sang. Da war sie erst neun Jahre alt.
Juliette Culp bestand 1899 die Aufnahmeprüfung für das Konservatorium in Gent. Dort studierte zu der Zeit ihr Bruder Violine. Anschließend studierte sie drei Jahre unter der Leitung des niederländischen Pianisten und Klavierpädagogen Eduard Potjes. Mit 16 Jahren gewann sie den ersten Preis am Konservatorium und erhielt die höchste Auszeichnung für Theorie, Klavierspiel und Kammermusik. Im Jahr 1903 erhielt Juliette Culp ein Stipendium von Königin Wilhelmina, um Gesang, Harmonielehre und Kontrapunkt weiter zu studieren zu können. Sie wurde 1902 Teil der Café Concert- en Operettengezelschap unter der Leitung von Herman Culp. Zusammen mit ihrem Vater und ihrer Mutter sowie einigen anderen Künstlern trat sie in Städten wie Rotterdam, Scheveningen und Leeuwarden auf. Es wurde ein abwechslungsreiches Programm mit Komödien, Operetten, Duos, Soli und Schauspiel aufgeführt. In einer Anzeige wurde sie als „die berühmte Solosängerin und Pianistin Frau Juliette Culp“ genannt.
Juliette Culp spielte Klavierstücke von hohem Schwierigkeitsgrad. Beispiele hierfür sind: Rachmaninows Klavierkonzert, eine Nocturne von Grieg und eine Polonaise von Chopin. Sie widmete sich auch dem Komposition. Einer Ankündigung zufolge wurde eine Sammlung ihrer Lieder veröffentlicht, für die sie sowohl die Texte als auch die Musik geschrieben hatte. Anlässlich der Thronbesteigung von König Albert I. von Belgien im Jahr 1909 schrieb Juliette Culp das Festlied, für das sie vom Monarchen einen Dankesbrief erhielt.
Juliette Culp zog nach Belgien und lebte in Gent. Dort heiratete sie 1910 den Genter Kaufmann Georges Charles Gustave Tuytschaver (1867–1921). Nach dem Tod des Ehegatten heiratete sie 1922 in Gent den belgischen Arzt Pierre Urbian Victor Bruneel (1886–1964). Eine künstlerische Karriere scheint sie nicht mehr eingeschlagen zu haben, in beiden Heiratsurkunden ist sie mit „ohne Beruf“ vermerkt. Sie überlebte ihren Ehemann um zehn Jahre und starb 1974. Die gemeinsame Grabstätte befindet sich auf dem belgischen Friedhof Stuiverstraat in Ostende.